# Armando Parente
Armando Parente (Lisboa, 29 de Março de 1989) é um piloto de automobilismo português.
Actualmente, compete no Campeonato Nacional de Sport Protótipos, fazendo equipa com Francisco Abreu, ao volante de um Tattus PY 012 da Team Nova Driver.

## Carreira
Aos 9 anos iniciou o seu percurso nos karts tendo obtido muito bons resultados como os de Vencedor da Taça de Portugal (2001, 2004 e 2006), Campeão Open de Portugal (2001 e 2002), Campeão Nacional (2002 e 2004) e Vencedor do Open Italiano (2005).
Em 2008 transitou para os fórmulas sagrando-se campeão da ADAC Formel Masters, na Alemanha. Por este mesmo motivo, foi eleito Piloto do Ano pelo jornal "AutoSport" e Piloto Revelação do Ano pelo jornal "AutoHoje".
Foi ainda piloto rookie do A1GP tendo testado em Sepang, Malásia (2008) e no Algarve, Portugal (2009).
Em 2011 regressou aos karts e obteve o título de Campeão Nacional, na categoria X30 Shifter.
Em 2012 renovou o título de Campeão Nacional e foi ainda o vencedor da Taça de Portugal.
Após um ano de paragem, venceu novamente a Taça de Portugal, na categoria X30 Shifter.
Em 2014 estreou-se no Campeonato Nacional de Sport Protótipos e foi vencedor na categoria C3, fazendo equipa com Rafael Lobato, ao volante de um Radical SR3 da Parkalgar Racing Team. Em paralelo realizou as provas de Portimão, Navarra e Nurbürgring do Campeonato Formula Acceleration 1 (FA1).
Em 2015 voltou a sagrar-se campeão no Campeonato Nacional de Sport Protótipos, desta vez na categoria principal, fazendo equipa com Francisco Abreu, ao volante de um Tattus PY 012 da Team Nova Driver.
Depois de 3 anos de pausa, Armando Parente regressou à competição no Campeonato de Portugal de Velocidade Turismos/TCR Portugal, em 2018, ao volante do Volkswagen Golf GTI TCR, do Team Novadriver, sagrando-se vice campeão.

## Palmarés
- 1999 - 7º Campeonato Nacional - Karting Cadete
- 2000 - 3º Campeonato Nacional - Karting Juvenis
- 2001 - Vencedor Taça Portugal - Karting Juvenis
- 2001 - Campeão Open Portugal - Karting Juvenis
- 2001 - Vice Campeão Nacional - Karting Juvenis
- 2002 - Campeão Open Portugal - Karting Junior
- 2002 - Campeão Nacional - Karting Junior
- 2003 - 9º Campeonato Europeu - Karting Junior
- 2004 - Vencedor Taça Portugal - Karting ICA
- 2004 - Campeão Nacional - Karting ICA
- 2005 - Vencedor Open Italiano - Karting ICA
- 2006 - Piloto Português nos Mundiais - Karting ICC
- 2006 - Vencedor Taça Portugal - Karting ICC
- 2007 - 4º Classificado WSK - Karting KZ2
- 2007 - 9º Campeonato Europeu - Karting KZ1
- 2007 - 14º Classificado World Cup - Karting KZ2
- 2008 - Campeão ADAC Formúla Masters - Alemanha
- 2011 - Campeão Nacional - Karting X30 Shifter
- 2012 - Campeão Nacional - Karting X30 Shifter
- 2012 - Vencedor Taça Portugal - Karting X30 Shifter
- 2013 - Vencedor Taça Portugal - Karting X30 Shifter
- 2014 - Campeão Nacional de Sport Protótipos - Categoria C3
- 2015 - Campeão Nacional de Sport Protótipos - Categoria CN
- 2018 - Vice Campeão Nacional de Velocidade Turismos - TCR Series